# Eudice Chong
Eudice Chong (* 22. April 1996 in den USA) ist eine Tennisspielerin aus Hongkong.

## Karriere
Chong spielt überwiegend Turniere auf der ITF Women’s World Tennis Tour, bei denen sie bislang sechs Einzel- und 33 Doppeltitel gewonnen hat.
Im Jahr 2012 spielte Chong erstmals für die Billie-Jean-King-Cup-Mannschaft von Hongkong; ihre Billie-Jean-King-Cup-Bilanz weist bislang 22 Siege bei 9 Niederlagen aus.

## Turniersiege

### Einzel
| Nr. | Datum             | Turnier         | Kategorie   | Belag     | Finalgegnerin    | Ergebnis       |
| --- | ----------------- | --------------- | ----------- | --------- | ---------------- | -------------- |
| 1.  | 9. Juli 2017      | Anning          | ITF $15.000 | Sand      | Zhang Ling       | 6:4, 4:6, 6:3  |
| 2.  | 14. Juli 2018     | Hongkong        | ITF $15.000 | Hartplatz | Sakura Hosogi    | 6:0, 4:6, 6:3  |
| 3.  | 26. Dezember 2021 | Monastir        | ITF W15     | Hartplatz | Sofia Costoulas  | 3:6, 6:4, 7:65 |
| 4.  | 17. April 2022    | Nottingham      | ITF W25     | Hartplatz | Jana Fett        | 6:2 Aufgabe    |
| 5.  | 9. Juni 2024      | Montemor-o-Novo | ITF W50     | Hartplatz | Gabriela Knutson | 3:6, 6:2, 6:1  |
| 6.  | 7. Juli 2024      | Hongkong        | ITF W35     | Hartplatz | Yao Xinxin       | 6:3, 6:3       |

### Doppel
| Nr. | Datum             | Turnier             | Kategorie   | Belag             | Partnerin        | Finalgegnerinnen                                         | Ergebnis           |
| --- | ----------------- | ------------------- | ----------- | ----------------- | ---------------- | -------------------------------------------------------- | ------------------ |
| 1.  | 15. Juli 2016     | Hongkong            | ITF $10.000 | Hartplatz         | Katherine Ip     | Alexandra Bozovic Kaylah McPhee                          | 6:2, 6:2           |
| 2.  | 3. November 2018  | Liuzhou             | ITF $60.000 | Hartplatz         | Ye Qiuyu         | Kang Jiaqi Lee So-ra                                     | 7:5, 6:3           |
| 3.  | 28. April 2019    | Andijon             | ITF W25     | Hartplatz         | Tamara Čurović   | Amina Anschba Anastasia Dețiuc                           | 6:2, 6:3           |
| 4.  | 4. Mai 2019       | Namangan            | ITF W25     | Hartplatz         | Rutuja Bhosale   | Anastassija Pribylowa Schalimar Talbi                    | 6:4, 6:3           |
| 5.  | 27. Juli 2019     | Nonthaburi          | ITF W25     | Hartplatz         | Aldila Sutjiadi  | Akiko Omae Peangtarn Plipuech                            | 7:6, 6:4           |
| 6.  | 3. August 2019    | Nonthaburi          | ITF W25     | Hartplatz         | Aldila Sutjiadi  | Erika Sema Wu Meixu                                      | 6:2, 6:1           |
| 7.  | 13. Oktober 2019  | Makinohara          | ITF W25     | Teppich           | Aldila Sutjiadi  | Erina Hayashi Momoko Kobori                              | 6:75, 7:65, [10:4] |
| 8.  | 19. Oktober 2019  | Hamamatsu           | ITF W25     | Teppich           | Aldila Sutjiadi  | Sakura Hondo Ramu Ueda                                   | 6:3, 6:4           |
| 9.  | 4. Januar 2020    | Hongkong            | ITF W25     | Hartplatz         | Wu Fang-hsien    | Moyuka Uchijima Zhang Ying                               | 7:62, 6:1          |
| 10. | 11. Januar 2020   | Hongkong            | ITF W25     | Hartplatz         | Mana Ayukawa     | Momoko Kobori Mei Yamaguchi                              | 6:4, 6:3           |
| 11. | 16. Oktober 2021  | Scharm asch-Schaich | ITF W15     | Hartplatz         | Wong Hong-yi     | Karolína Vlčková Wang Jiaqi                              | 6:2, 6:4           |
| 12. | 23. Oktober 2021  | Scharm asch-Schaich | ITF W15     | Hartplatz         | Wong Hong-yi     | Eri Shimizu Wu Ho-ching                                  | 6:2, 6:0           |
| 13. | 6. November 2021  | Scharm asch-Schaich | ITF W15     | Hartplatz         | Wong Hong-yi     | Bai Zhuoxuan Punnin Kovapitukted                         | 4:6, 6:1, [10:4]   |
| 14. | 26. November 2021 | St. Ulrich          | ITF W25     | Hartplatz (Halle) | Moyuka Uchijima  | Susan Bandecchi Ylena In-Albon                           | 6:2, 1:6, [10:5]   |
| 15. | 3. Dezember 2021  | Wolkenstein         | ITF W25     | Hartplatz (Halle) | Moyuka Uchijima  | Alicia Barnett Olivia Nicholls                           | 6:2, 6:1           |
| 16. | 8. Januar 2022    | Monastir            | ITF W25     | Hartplatz         | Wong Hong-yi     | Xenija Laskutowa Fanny Östlund                           | 7:63, 7:68         |
| 17. | 15. Januar 2022   | Monastir            | ITF W25     | Hartplatz         | Wong Hong-yi     | Nuria Brancaccio Lisa Pigato                             | 6:2, 6:3           |
| 18. | 22. Januar 2022   | Monastir            | ITF W25     | Hartplatz         | Wong Hong-yi     | Amina Anschba Marija Timofejewa                          | 6:0, 6:1           |
| 19. | 30. Januar 2022   | Monastir            | ITF W25     | Hartplatz         | Han Na-lae       | Hanna Kubarawa Marija Timofejewa                         | 7:5, 6:3           |
| 20. | 20. März 2022     | Scharm asch-Schaich | ITF W15     | Hartplatz         | Wong Hong-yi     | Karola Patricia Bejenaru Martha Matoula                  | 6:3, 6:3           |
| 21. | 3. April 2022     | Pretoria            | ITF W60     | Hartplatz         | Wong Hong-yi     | Tímea Babos Walerija Sawinych                            | 7:5, 5:7, [13:11]  |
| 22. | 16. April 2022    | Nottingham          | ITF W25     | Hartplatz         | Wong Hong-yi     | Isabelle Haverlag Ioana Loredana Roșca                   | 6:2, 6:3           |
| 23. | 29. Juli 2022     | El Espinar          | ITF W25     | Hartplatz         | Wong Hong-yi     | Marta Huqi Gonzalez Encinas Maria Fernanda Navarro Oliva | 6:2, 4:6, [10:6]   |
| 24. | 15. April 2023    | Scharm asch-Schaich | ITF W25     | Hartplatz         | Emina Bektas     | Darja Astachowa Jekaterina Reingold                      | 6:2, 6:4           |
| 25. | 3. Juni 2023      | Montemor-o-Novo     | ITF W40     | Hartplatz         | Arianne Hartono  | Naïma Karamoko Conny Perrin                              | 6:2, 6:0           |
| 26. | 8. Juli 2023      | Hongkong            | ITF W40     | Hartplatz         | Wong Hong-yi     | Natsumi Kawaguchi Kanako Morisaki                        | 7:5, 6:4           |
| 27. | 29. Juli 2023     | Figueira da Foz     | ITF W100    | Hartplatz         | Arianne Hartono  | Alina Kornejewa Anastassija Tichonowa                    | 6:3, 6:2           |
| 28. | 25. Mai 2024      | Goyang              | ITF W50     | Hartplatz         | Liang En-shuo    | Luksika Kumkhum Peangtarn Plipuech                       | 7:5, 6:4           |
| 29. | 1. Juni 2024      | Montemor-o-Novo     | ITF W50     | Hartplatz         | Madeleine Brooks | Leonie Küng Ewjalina Laskewitsch                         | 6:4, 6:4           |
| 30. | 6. Juli 2024      | Hongkong            | ITF W35     | Hartplatz         | Wong Hong-yi     | Hiromi Abe Saki Imamura                                  | 6:4, 3:6, [10:7]   |
| 31. | 24. November 2024 | Caloundra           | ITF W50     | Hartplatz         | Wong Hong-yi     | Naiktha Bains Ankita Raina                               | 6:3, 6:2           |
| 32. | 25. Januar 2025   | Porto               | ITF W75     | Hartplatz (i)     | Nika Radišić     | Noma Noha Akugue Tereza Valentová                        | 7:65, 6:1          |
| 33. | 12. Juli 2025     | Corroios-Seixal     | ITF W50     | Hartplatz         | Liang En-shuo    | Riya Bhatia Elena Micic                                  | 6:1, 6:0           |